# Karl von Plettenberg
Karl Freiherr von Plettenberg (18 tháng 12 năm 1852 tại Neuhaus – 10 tháng 2 năm 1938 tại Bückeburg) là một sĩ quan quân đội Phổ, và sau này là Thượng tướng Bộ binh trong cuộc Chiến tranh thế giới thứ nhất. Ông đã từng tham chiến trong Chiến tranh Pháp-Đức (1870 – 1871). Ông là Tướng tư lệnh của Quân đoàn Vệ binh tinh nhuệ từ năm 1913 cho đến năm 1917, đồng thời là Tướng phụ tá của Đức hoàng Wilhelm II và đã được nhận Huân chương Quân công.

## Cuộc đời và binh nghiệp
Karl von Plettenberg chào đời vào ngày 18 tháng 12 năm 1852 tại Neuhaus, tỉnh Westfalen, trong gia đình quý tộc cổ Plettenberg có nguồn gốc từ vùng Sauerland. Một trong những tiên tổ của ông đã được vua Friedrich Đại đế trao tặng Huân chương Quân công. Thân phụ của ông là Eugen von Plettenberg, một sĩ quan quân đội (Thiếu tá và chỉ huy đội kỵ binh). Thân mẫu của ông là bà Minette von der Borch.
Plettenberg đã học tập trong đội thiếu sinh quân và vào năm 1870, ông gia nhập Trung đoàn Bộ binh số 53 (Westfalen số 5) tại Köln. Với trung đoàn này, viên thiếu úy trẻ Plettenberg đã tham gia chiến đấu trong cuộc Chiến tranh Pháp-Đức (1870 – 1871). Sau đó, ông tham dự Học viện Quân sự Phổ và được chuyển vào Trung đoàn Bộ binh Cận vệ số 1. Sau đó, ông được thăng quân hàm Đại úy và lãnh quyền chỉ huy một đại đội. Vào năm 1890, với quân hàm thiếu tá, ông chỉ huy Tiểu đoàn Súng trường Westfalen # 7 ở Bückeburg. Vào năm 1894, ông trở thành tư lệnh của Tiểu đoàn Súng trường Cận vệ ở Potsdam và khi còn giữ chức vụ này ông được phong quân hàm Thượng tá vào năm 1896. Vào năm 1898, ông trở thành Sĩ quan hầu cận của Hoàng đế và Quốc vương Bệ hạ (Flügeladjutant SM des Kaiser und Königs ), và giữ ch ức vụ này cho đến năm 1901. Vào ngày 15 tháng 6 năm 1898, ông nhậm chức tư lệnh của Trung đoàn Bộ binh Cận vệ số 1. Kể từ năm 1902, ông là Inspekteur der Jäger und Schützen (tức là thanh tra của bộ binh nhẹ Jäger và binh nhì Schützen), và đồng thời được giao trách nhiệm chỉ huy Quân đoàn Quân cảnh  Reitenden Feldjägerkorps. Vào năm 1906, ông lãnh chức Tư lệnh Sư đoàn số 22 tại Kassel. Vào ngày 12 tháng 4 năm 1910, ông được thăng cấp Thượng tướng Bộ binh, đồng thời nhậm chức Tướng tư lệnh của Quân đoàn IX ở Altona. Vào năm 1913, ông được ủy nhiệm làm chỉ huy Quân đoàn Vệ binh, đồng thời là Tướng phụ tá của Đức vua.

## Chiến tranh thế giới thứ nhất
Karl von Plettenberg vẫn là người chỉ huy Quân đoàn Vệ binh khi Chiến tranh thế giới thứ nhất bùng nổ, và quân đoàn tinh nhuệ này thuộc về biên chế của Tập đoàn quân số 2 như một phần của cánh phải của các lực lượng Đức tấn công Pháp và Bỉ vào tháng 8 năm 1914 theo kế hoạch Schlieffen. Ông đã dẫn dắt Quân đoàn Vệ binh trong trận sông Marne lần thứ nhất và trận Ypres lần thứ nhất.
Ông được tặng thưởng Huân chương Quân công vào ngày 14 tháng 5 năm 1915, và vào ngày 27 tháng 1 năm 1916 ông được phong danh hiệu à la suite của Trung đoàn Bộ binh Cận vệ số 1. Do ông chỉ trích việc tiến hành chiến tranh của Erich Ludendorff và Paul von Hindenburg trong các "trận đánh vật chất" trên Mặt trận phía Tây, Plettenberg bị buộc phải giải ngũ vào ngày 24 tháng 1 năm 1917. Mặc dù vậy, ông vẫn ở lại cung đình như là Tướng phụ tá của Đức hoàng cho đến năm 1918.

## Cuối đời
Sau khi nghỉ hưu, ông về Bückeburg, nơi từ trần vào ngày 10 tháng 2 năm 1938. Đường Plettenberg (Plettenbergstraße), một con đường trong thị trấn đã được đặt theo tên ông.

## Gia đình
Người con trai trưởng của ông, Karl-Wilhelm, là một trung úy trong Trung đoàn Bộ binh Cận vệ số 1 của Quân đoàn Vệ binh khi Thế chiến thứ nhất bùng nổ. Ông đã tử trận vào ngày 30 tháng 8 năm 1914 trong trận chiến St Quentin..
Người con trai thứ của ông, Kurt von Plettenberg (1891 – 1945), là một đại diện toàn quyền của nhà Hohenzollern (triều đại cai trị Phổ) và là một trong những người đã tham gia âm mưu 20 tháng 7 nhằm ám sát nhà độc tài Đức Quốc xã Adolf Hitler. Ông đã nhảy xuống từ cửa sổ để tự vẫn vào ngày 10 tháng 3 năm 1945 khi bị lực lượng mật thám Gestapo chất vấn.

## Phong tặng
- Huân chương Vương miện hạng nhất [4]
- Thập tự Hiệp sĩ của Huân chương Hoàng gia [4]
- Huân chương Thập tự Sắt năm 1870, hạng hai [4]
- Thập tự của Giải thưởng phục vụ Phổ [4]
- Thập tự Chỉ huy Danh dự của Huân chương Hoàng gia Hohenzollern [4]
- Đại Thập tự với Vương miện Vàng của Huân chương Wendischen [4]
- Chỉ huy Huân cương Greifen (Mecklenburg)[4]
- Đại Thập tự Danh dự của Huân chương Gia tộc và Ghi công Peter Friedrich Ludwig (Oldenburg)[4]
- Thập tự Danh dự hạng nhất với Vương miện (Reuss)[4]
- Chỉ huy, Hạng nhất của Huân chương Albrecht [4]
- Chỉ huy Huân chương Cắt trắng [4]
- Chỉ huy, Hạng nhất của Huân chương Gia tộc Sachsen-Ernest của các công quốc Sachsen-Coburg-Gotha, Sachsen-Meiningen và Sachsen-Altenburg [4]
- Thập tự Danh dự, Hạng nhất của Huân chương Gia tộc Lippe [4]
- Thập tự Chiến công, Hạng nhì (Waldeck)[4]
- Thập tự Ghi công, Hạng nhất (Waldeck)[4]
- Đại Thập tự của Huân chương Dannebrog (Đan Mạch)[4]
- Đại Thập tự của Huân chương Hoàng gia Victoria (Anh Quốc)[4]
- Đại Sĩ quan của Huân chương Vương miện Ý [4]
- Đại Thập tự của Huân chương Oranje-Nassau (Hà Lan)[4]
- Huân chương Vương miện Sắt, hạng hai (Áo[4]
- Hiệp sĩ Huân chương Franz Joseph [4]
- Đại Sĩ quan Huân chương Sư tử và Mặt trời (Ba Tư)[4]
- Chỉ huy Huân chương Ngôi sang Romania [4]
- Sĩ quan Huân chương Vương miện Romania [4]
- Huân chương Đại bàng Trắng của Vương quốc vàbĐế quốc (Nga)[4]
- Huân chương Thánh Anna, Hạng nhì với Các viên kim cương (Nga)[4]
- Sĩ quan Huân chương Đại bàng Trắng (Serbia)[4]
- Đại Thập tự của Huân chương Voi trắng (Xiêm La)[4]
- Huân chương Quân công (Phổ, 14 tháng 5 năm 1915)
- Huân chương Đại bàng Đen (Phổ, 24 tháng 1 năm 1917)
- Đại Thập tự của Huân chương Đại bàng Đỏ, với Bảo kiếm và Vương miện (Phổ, 24 tháng 1 năm 1917)